# Hypena undistrigata
Hypena undistrigata là một loài bướm đêm trong họ Erebidae.